# Bob Cavallo
Pour les articles homonymes, voir Cavallo.
Ne doit pas être confondu avec Rob Cavallo.
Bob Cavallo est un producteur de musique américain.
En 1990, il fonde le studio Roven-Cavallo avec Charles Roven, studio qui devient en 1994 Atlas Entertainment avec l'arrivée de Dawn Steel.
Il a été président du Disney Music Group de 1998 à janvier 2012. Cette nomination marque pour Disney la création d'une entité unique pour le marché du disque et de la musique.